# Marcus Baldini
Marcus Baldini é um diretor de cinema, televisão e publicitário brasileiro.
Dirigiu  entre outros o filme Bruna Surfistinha estrelado pela atriz Deborah Secco.
Dirigiu dois episódios da série brasileira original para a HBO Preamar, estrelado por Leonardo Franco, Hugo Bonemer, Thiago Amaral, entre outros.

## Filmografia

### como diretor
- The Housemaid Brasil
- 2003 - Maria Rita (Ao Vivo)
- 2011 - Bruna Surfistinha
- 2011 -  Natália
- 2012 - Preamar
- 2014 - Psi
- 2014 - Os Homens São de Marte... e É pra lá que Eu Vou
- 2018 - Uma Quase Dupla
- 2018 - O Homem Perfeito
- 2023 - O Sequestro do Voo 375